# Hals (Gemeinde St. Konrad)
Hals und Halsgraben sind eine Ortslage im Salzkammergut in Oberösterreich, und gehören teils zur Gemeinde St. Konrad, teils zu Scharnstein, beide im Bezirk Gmunden.

## Geographie
Der Ort befindet sich etwa 30 Kilometer südlich von Wels, halbwegs zwischen Gmunden am Traunsee und Scharnstein im Almtal. Er liegt auf Höhen um die 620 m ü. A. am Passübergang zwischen Almtal im Osten und Talung der Laudach im Westen. Der Hals ist der Vorsprung, der vom Hacklberg (789 m ü. A.) nach Süden streift, und über Dürrnberg zum Hochriedel (1043 m ü. A.) führt. Nach St. Konrad entwässert der  Kotbach zur Laudach, nach Scharnstein der Trambach zur Alm, wobei der Halsgraben das linke Nebengewässer des Trambachs ist – der westliche Graben ist das Quellgebiet des Kotbachs. 
Über die Höhe passiert die B 120 Scharnsteiner Straße Gmunden – Scharnstein den Ort (um km 14).
Die Ortslage umfasst 20 Adressen, davon 5 Häuser Hals in St. Konrad, 1 Haus Hals und 14 Häuser Halsgraben in Scharnstein. Die Gemeindegrenzen sind hier so miteinander verzahnt, dass sich die beiden Adressbereiche durcheinandermischen.
Das Gebiet gehört noch vollständig zur Flyschzone der Alpen, zu den Almtaler und Kirchdorfer Flyschbergen.
Nachbarorte
| Hueb (Gem. St. Konrad)                                   |                                             | Rathberg (Gem. Scharnstein) Beim Bach (Gem. Scharnstein) |
| Straß (Gem. St. Konrad)                                  | Kompassrose, die auf Nachbargemeinden zeigt | In der Thann (Gem. Scharnstein)                          |
| Dürrnberg (Gem. St. Konrad) In der Au (Gem. Scharnstein) | Wolmleiten (Gem. Scharnstein)               |                                                          |

## Geschichte und Infrastruktur
Belegt ist eine spätmittelalterliche Befestigung (Turnperg, 1449) der Wallseer bei Dürrnberg, dessen genaue Lage unbekannt ist. Sie bewachte wohl die Straße St. Konrad – Scharnstein.
Im 18. Jahrhundert lag hier das Gehöft Niklmann (Hals 3, St. Konrad) und das Jagergutl im Hals (Hals 4, St. Konrad) an der Straße, nördlich die Güter Ögersölden (Hals 3, St. Konrad), Pöchhackersölden (Halsgraben 14, Scharnstein), und unterhalb am Trambach Eisensölden (Halsgraben 14, Scharnstein) – eine Sölde war die kleinste bäuerliche Besitzgröße (Zweiunddreißigstel-Hof), die Namen beziehen sich wohl auf Personen oder verbundene Gewerbsrechte. 
Heute ist der Raum als leichtes Wandergebiet bekannt (Hacklberghöhenweg).

## Nachweise
- 40716 – St. Konrad. Gemeindedaten der Statistik Austria
- 40719 – Scharnstein. Gemeindedaten der Statistik Austria

1. ↑  Halsgraben in ÖK/GEONAM bei St. Konrad verortet, im Ortsverzeichnis (OVZ) bei Scharnstein genannt; amtliche Koordinate auf Gemeindegrenze
2. ↑  Turnberg (Seite nicht mehr abrufbar, festgestellt im April 2018. Suche in Webarchiven)  Info: Der Link wurde automatisch als defekt markiert. Bitte prüfe den Link gemäß Anleitung und entferne dann diesen Hinweis., Digitaler Oberösterreichischer Kulturatlas (DOKA)
3. ↑  Franziszäischer Kataster 1817–1861 (Urmappe, als Layer online bei DORIS, diverse Kartenthemen, Urmappe quality insb. Kulturatlas); auch Schütz, Müller 1787 (Kartenthema Erste Landesaufnahmen)
4. ↑  Hacklberghöhenweg (Seite nicht mehr abrufbar, festgestellt im April 2018. Suche in Webarchiven)  Info: Der Link wurde automatisch als defekt markiert. Bitte prüfe den Link gemäß Anleitung und entferne dann diesen Hinweis., scharnstein.or.at;
Hacklberghöhenweg (Seite nicht mehr abrufbar, festgestellt im April 2018. Suche in Webarchiven)  Info: Der Link wurde automatisch als defekt markiert. Bitte prüfe den Link gemäß Anleitung und entferne dann diesen Hinweis., ausflugstipps.at